# Pépoaza dominicain
Heteroxolmis dominicana
Genre
Espèce
Synonymes
- Xolmis dominicanus[1]

Statut de conservation UICN

 VU  : Vulnérable
Le Pépoaza dominicain (Heteroxolmis dominicana) est une espèce de passereau de la famille des Tyrannidae. C'est la seule espèce du genre Heteroxolmis, séparé du genre Xolmis après les travaux de Wesley Edwin Lanyon publiés en 1986,.

## Distribution
Cet oiseau vit dans une zone allant du sud-est du Brésil (État du Paraná) au Paraguay, à l'Uruguay et au nord-est de l'Argentine.